# Арман Труссо
Арман Труссо (фр. Armand Trousseau; 14 жовтня 1801, Тур — 23 червня 1867, Париж) — французький лікар і політик.

## Біографія
Почавши початкову підготовку по класичній літературі, він зрештою розпочав медичну підготовку та дослідження в рідному місті Турі під керівництвом П'єра Фіделя Бретонно, з яким навчився методів клінічного спостереження в лікарні загального профілю. У 1825 році він став доктором медицини, потім в 1827 році прийнятий до медичного факультету Паризького університету.
Наступного року уряд доручив йому оцінити руйнівний стан епідемії на півдні Франції. Труссо вирушив до Гібралтару в складі комісії з дослідження жовтої гарячки, йому було доручено оглянути пацієнтів.
У 1830 році він став лікарем лікарні Hôtel-Dieu, а в 1832 році отримав посаду в галузі охорони здоров'я. Він продовжив навчання з Жозефом Рекамером як лікар. У 1837 році медична академія запропонувала йому почесну нагороду за роботу в цій лікарні. Через два роки він був призначений завідувачем кафедри терапії та фармакології медичного факультету в Парижі, і в тому ж році його перевели до лікарні Сен-Антуан.
Він був обраний 23 квітня 1848 року від департаменту Ер і Луар до Національної установчої асамблеї (орган для створення нової конституції) депутатом від партії незалежних. Майже рік він демонстрував свої великі якості оратора, але швидко вирішив припинити все політичне життя, написавши своєму вчителю і другові П'єру Бретонно: «Безумовно, я не піду на кухню, коли обідаю з апетитом».
У 1850 році він став редактором «Журналу медико-хірургічних знань». Він став одним з перших хірургів, хто застосував трахеотомію. Його клінічні спостереження опубліковані кілька разів, перше видання датується 1861-62 роками. Його ім'я надано контрактурі руки, яка спостерігається особливо під час нападу спазмофілії, яку він описав у 1861 році. Вважається, що він разом з Рене Лаеннеком клінічно описали бронхіальну астму. Він прирівняв астму до «діатетичного неврозу»; це було поверненням до античної теорії Авіценни. Він використав метафоричний вираз для цієї хвороби: «легенева епілепсія». Він також вважав, що мігрень, екзема, подагра, ревматизм, геморой і сечокам'яна хвороба були тими захворюваннями, з яких може виникнути астма, і всі вони є «проявами того ж діатезу». Він також вважав сінну гарячку різновидом астми.
Відомі його оригінальні спостереження та описи дифтерії (саме він дав сучасну назву цій хворобі), гемохроматозу та правця новонароджених, у яких він описав ознаку, яку нині називають «симптомом Труссо»: розвивається скорочення м'язів внаслідок стиснення кінцівки на рівні основних нервових стовбурів або кровоносних судин. Також він описав так звану «епілептиформу невралгію», яка отримала назву на його честь. Він ввів поняття афазії до клінічної практики. Він запропонував раціональне використання рослинних препаратів, заліза при деяких анеміях, хінін при малярії, риб'ячий жир при рахіті. Ініціював заборону міцних алкогольних напоїв. Він створив концепцію тюбажу (очистки) гортані та проведення трахеостомії при дифтерійному крупі; ввів торакоцентез для евакуації повітря або рідини з плеври (1833).
У 1837 році Труссо опублікував свій «Практичний трактат про туберкульоз гортані, хронічний ларингіт і захворювання голосу». Його велика праця про терапію, написана у співпраці з Германном Піду, «Трактат про терапію і медичну справу», був опублікований між 1836 і 1839 роками. Трактат мав дев'ять видань упродовж сорока років, був перекладений англійською, іспанською та італійською мовами.
За цінністю своїх досліджень і цікавістю його клінічних уроків, Труссо здобув світову популярність, став медичною знаменитістю. Особливо його цінували за харизматичну особистість, за презентації патологічних випадків, за блискучу якість його лекцій, які були опубліковані в численних виданнях, перекладені для широкого загалу студентів та лікарів у багатьох країнах. Він був гарячим прибічником викладання матеріалу біля ліжка пацієнта і, нерідко демонстрував при цьому елегантний спосіб встановлення діагнозу.
Його робота і педагогічні навички зробили його окрасою Паризького медичного факультету — завдяки йому він став головним центром клінічної медицини між 1800-х і 1850-х роках. На своїх заняттях Труссо переконав своїх учнів на єдиному використанні свого інтелекту: «Аускультація і перкусія — це в наших руках те, що телескоп і лінзи знаходяться в руках астронома і натураліста» та «Зробімо трохи менше науки і трохи більше мистецтва в лікувальній практиці».
У 1856 році його прийнято до членів Французької медичної академії.
Труссо помер у 9-му окрузі Парижа в 1867 році від раку шлунка, діагноз якого він сам собі поставив за пів року до того через появу венозного тромбозу верхньої кінцівки (наразі називається синдромом Труссо). Похований на кладовищі Пер-Лашез, ділянка № 403.

### Сім'я
Він мав двох дітей, один з яких Жорж (1833—1894), який став лікарем, закінчивши свої дні на Гаваях. Його онук Арман-Анрі (1856—1910), син Жоржа, став відомим офтальмологом.

## Вшанування пам'яті
Дитяча лікарня «Арман-Труссо» в Парижі названа на його честь, як й університетська лікарня в Турі. У Парижі є вулиця й площа Труссо. 
Є хірургічний інструмент названий на честь лікаря — ранорозширник Труссо.